# MOV (UOL)
MOV é uma produtora de vídeos do UOL lançada em 26 de junho de 2019, substituindo o TV UOL.

## Criação
O MOV foi criado como estratégia de investimento do UOL no mercado audiovisual. Ele centraliza todas as produções visuais da plataforma e possui um template mais intuitivo do que o TV UOL. Em sua estreia, o MOV contava com 40 profissionais e dois estúdios modulares. De acordo com o gerente-geral Antoine Morel, o MOV cresceu em 2023, mesmo após a pandemia de COVID-19.

## Conteúdo
A plataforma é dividida em duas. O MOV.doc, publica documentários, perfis, bastidores e entrevistas. A plataforma conta com parcerias com outros projetos do UOL, como Universa, Festival Path, CarnaUOL e UOL Esporte. Entre os projetos lançados está o Minha Vida Animada, que narra histórias de atletas brasileiros dos Jogos Pan-Americanos de 2019, Drauzio em Campo: Líbano e Jordânia, onde Drauzio Varella cobre campos de refugiados nos dois países a convite do Médicos Sem Fronteiras, Por que Meu Corpo Incomoda?, que traz entrevistas com mulheres que sofrem algum tipo de preconceito com seus corpos e PCC - Primeiro Cartel da Capital, documentário sobre a organização criminosa homônima.
Já o MOV.show, publica talkshows. No YouTube, a produtora publica programas como o videocast Poucas, de Cauê Moura, Fake em Nóis, com Pirulla e Gilmar Lopes, 10 por Dez e Meteoro por Trás da Cena, do Meteoro Brasil.